# Geier
Geier, pleme američkih Indijanaca koje se po starim dokumentima spominje na području Meksika i Teksasa. Godine 1675. Neki od njih posjećuju španjolsko naselje danas poznato kao Monclova u Coahuili, ali ih pogrešno nazivaju Papuliquier, spajajući imena plemena Pacpul i Geier. Godine 1690. Damián Massanet, osnivač prve španjolske misije u East Texasu vidio je logor Geiera i pet drugih grupa u dolini rijeke Frio jugozapadno od suvremenog San Antonia u Teksasu, možda na području današnjeg okruga Frio. Prema Massanetu sve ove grupe govorile su Coahuiltecan. Spominju se još 1708. da žive na istom mjestu, no kasnije im više nema spomena. Po svoj prilici oni su nestali miješanjem s većim grupama, kao što su Pacuache s kojima su se ujedinili 1690.

## Vanjske povweznice
- Geier Indians